# Нурбаев, Мырзыкадыр
Мырзыкады́р Нурба́ев (1909—1961) — советский государственный деятель, министр юстиции Казахской ССР (1943—1952).

## Биография
Родился в 1909 году на территории современного Мактааральского района Туркестанской области.
1930 г. — счетовод Кзыл-Кумского райпотребсоюза Южно-Казахстанской области.
1931 г. — секретарь Кзыл-Кумского райкома партии Южно-Казахстанской области.
1931—1933 гг. — красноармеец-писарь РККА (Алма-Ата).
1933—1934 гг. — член правления рабочего кооператива совхоза (Пахтааральский район).
1934 г. — следователь прокуратуры Пахта-Аральского района Южно-Казахстанской области, председатель рабочкома каучуксовхоза.
1934—1935 гг. — инспектор Пахта-Аральского райфо.
1935 г. — заведующий Пахта-Аральским райфо.
1936 г. — заместитель председателя Пахта-Аральского райисполкома.
1936—1937 гг. — заместитель директора Ирджарской МТС.
1937 г. — курсант юридических курсов НКЮ (Алма-Ата).
1937—1939 гг. — слушатель Всесоюзной академии (Москва).
1939—1940 гг. — сотрудник НКВД СССР.
1940—1941 гг. — сотрудник НКВД Казахской ССР (Алма-Ата).
1941—1943 гг. — председатель Верховного суда Казахской ССР (Алма-Ата).
1943—1952 гг. — нарком-министр юстиции Казахской ССР, утвержден членом Совета Алма-Атинского юридического института 12 марта 1948 г. (Алма-Ата).

## Награды
- Орден Трудового Красного Знамени (1945)
- Орден «Знак Почета» (1945)
- Медаль «За доблестный труд в Великой Отечественной войне 1941—1945 гг.»